# Baputa dimidiata
Baputa dimidiata är en fjärilsart som beskrevs av Walker 1864. Baputa dimidiata ingår i släktet Baputa och familjen nattflyn. Inga underarter finns listade i Catalogue of Life.